# 苻柳
苻 柳（ふ りゅう、? - 368年）は、五胡十六国時代前秦の皇族で、初代君主苻健の八男。生母は皇后強氏。兄に天王太子苻萇・平原公苻靚・2代君主苻生・長楽公苻覿・高陽公苻方・北平公苻碩・淮陽公苻騰がおり、弟に汝南公苻桐・魏公苻廋・燕公苻武・淮南公苻幼がいる。

## 生涯
父の苻健より寵愛を受けていたという。
351年1月、苻健が前秦を興すと、晋公に封じられた。
355年4月、前年に天王太子苻萇が亡くなった事に伴い、新たに太子を立てる事が議論された。強皇后は苻柳を太子に立てる事を望んだが、苻健は讖文に「三羊五眼」の一節があったとして、苻生を太子に立てた（三頭の羊に眼は五つという事は、眼が一つ失われている。また、苻生は三男であった）。
6月、苻健が没して兄の苻生が後を継ぐと、8月に苻柳は征東大将軍・并州牧に任じられ、蒲坂を鎮守した。
356年2月、前涼において政変が起こり、君主張祚が殺害されてまだ5歳であった張玄靚が後を継いだ。苻生の命により、苻柳は参軍閻負・梁殊と共に書を携えて姑臧へ赴き、張玄靚を補佐する涼州牧張瓘へ降伏するよう説いた。張瓘は大いに恐れ、張玄靚を介して前秦へ使者を派遣し、称藩する旨を告げた。
357年6月、従弟の苻堅が苻生を殺害してその位を継承すると、苻柳は車騎大将軍・尚書令に任じられた。
10月、并州刺史を自称する張平が前秦との国境を侵犯すると、苻柳は都督并冀二州諸軍事・并州牧に任じられ、蒲坂の防衛を命じられて張平の侵攻を阻んだ。後に征東大将軍に任じられた。
364年8月、兄の汝南公苻騰は苻堅に反旗を翻したが、苻堅はこれを鎮めて苻騰を誅殺した。苻柳はこの時、趙公苻双と共に苻騰に加担して通謀していたが、苻堅は苻双が同母弟であり、苻柳もまた苻健の愛子であった事から、これを罪に問わずに不問とした。この時、王猛もまた苻堅へ、苻生の弟である五公（苻方・苻柳・苻廋・苻武・苻幼）をまとめて誅殺すべきだと説いているが、苻堅は許さなかった。
365年10月、苻堅が長安を留守にした隙を突き、弟の淮南公苻幼は杏城の兵を率いて長安を攻めたが、李威に敗れて殺害された。
367年9月、苻柳は苻双と共に再び乱を企むと、魏公苻廋・燕公苻武を仲間に引き入れて決起しようとした。この事が苻堅の耳に入ると、彼は苻柳らに長安を詣でるよう命じた。
10月、苻柳は蒲坂において、苻双は上邽において、苻廋は陝城において、苻武は安定において一斉に兵を挙げると、苻堅に反旗を翻して長安攻略を目論んだ。苻堅は使者を派遣して「我は卿らを待遇し、恩もまた至っているというのに、どうして苦しくも反したのか！卿らは征を中止し、兵を退くべきである。そうすれば各々その位を安んじ、一切を以前通りとしよう」と諭させ、各々に噛梨（梨の果肉は柔らかく簡単に噛る事が出来るので、親戚の反乱に喩えられた）を送って信義を示したが、みな従わずに兵を増員して守りを固めた。
368年1月、苻堅は後将軍楊成世・左将軍毛嵩を上邽・安定へ侵攻させ、輔国将軍王猛・建節将軍鄧羌を蒲坂へ侵攻させ、前将軍楊安・広武将軍張蚝を陝城へ侵攻させた。また、蒲坂・陝城へ侵攻する諸将に命じ、みな城より三十里距離を置いて固く守って戦わず、秦・雍の地（苻双・苻武）を平定した後に共同でこれを攻略するよう命じた。
4月、王猛が蒲坂に到達すると、苻柳は決戦を挑もうとして王猛を挑発したが、王猛は砦を固く閉じて応じなかった。5月、撃って出ない敵軍を見た苻柳は、自分を恐れているのではないかと思い込み、子の苻良に蒲坂の守りを任せて自ら兵2万を率いて長安へと軍を向けた。だが、苻柳が蒲坂から百里余りまで来たところで、王猛は鄧羌に軽騎七千を与えて夜襲を掛けさせ、散々に撃ち破った。このため苻柳は軍を返したが、王猛は全軍を挙げてこれの追撃に掛かり、そのほとんどを捕虜とした。苻柳は数百騎を引き連れてかろうじて蒲坂へと戻ったが、王猛・鄧羌はこれを追撃して蒲坂へ侵攻した。
9月、王猛の攻勢により蒲坂は陥落し、苻柳はその妻子と共に首を刎ねられ、長安へと運ばれた。
苻双・苻武・苻廋もまた討伐軍の前に敗れ去り、長安へ送られて首を刎ねられた。